# Paul Schröder (Wirtschaftswissenschaftler)
Paul Schröder  (* 1896 in Berlin, † nach 1948) war deutscher Wirtschaftswissenschaftler und Privatdozent, der an der Rechts- und Staatswissenschaftlichen Fakultät der Universität Freiburg im Breisgau wirkte. Er ist von anderen mit gleichem Namen sowie vom in Graz lehrenden (wirtschaftlichen Staatswissenschaftler) Paul Friedrich Schröder zu unterscheiden.

## Leben
Schröder promovierte 1923 in Freiburg über ein geldtheoretisches Thema.
Schröder taucht in der Literatur über die Freiburger Schule des Ordoliberalismus als Gegenspieler von Walter Eucken auf. Schröder war im Mai 1933 Nationalsozialist geworden. Noch 1932 hatte er eine Krisenanalyse verfasst, die sich nicht so sehr von Euckens Auffassung unterschied. So war auch er für mehr Wettbewerb und gegen Kartelle. Allerdings war Schröder in seinem Denken sozialer und planwirtschaftlicher orientiert. Er opponierte zusammen mit seinem ebenfalls braun engagierten Kollegen Josef Back gegen die liberale Dominanz im staatswissenschaftlichen Institut der Uni Freiburg. Er nahm vor allem Eucken und dessen libertären Kollegen Adolf Lampe aufs Korn, allerdings mit wenig Erfolg. Gegen ihn selbst wurde umgekehrt sogar ermittelt wegen prokommunistischer Orientierung.
Schröder wurde 1947/48 in der französischen Besatzungszone entnazifiziert. Danach verliert sich seine Spur.

## Werke
- Die Kaufkraft des Geldes : Kritik der Formulierung der Quantitätstheorie […] von Irving Fisher, Professor der Nationalökonomie […] Yale Universität. Dissertation an der Universität Freiburg im Breisgau, 1923.
- Der Einfluß der gegenwärtigen Wirtschaftsordnung auf die Einkommen- und Besitzverteilung. G. Fischer, Jena 1928.
- Die Überwindung der Wirtschaftskrise durch den Plankapitalismus. Fischer, Jena 1932.
- Ideengehalt und Psychologie des Kommunismus. Barth, Leipzig 1939.